# Stan Bush
Stan Bush, é um cantor e guitarrista americano, mais conhecido por interpretar canções em trilhas sonoras de filmes de Hollywood, como o O Grande Dragão Branco.

## Discografia
- Stan Bush (1983)
- Stan Bush & Barrage (1987)
- Every Beat Of My Heart (1992)
- Dial 818-888-8638 (1993)
- Higher Than Angels (1996, Japan)
- The Child Within (1996)
- Call To Action (1997) best of con alcune canzoni rare
- Stan Bush & Barrage - Heaven (1998)
- Capture The Dream - The Best Of Stan Bush (1999)
- Language Of The Heart (2001)
- Shine (2004)
- In This Life (2007)
- Dream The Dream (2010)